# Варваринское водохранилище
Варваринское водохранилище (азерб. Vərvərə su anbarı) — водохранилище в Азербайджане, образовано на реке Кура при строительстве плотины Варваринской ГЭС в 12 км южнее города Мингечевира. Площадь 22.5 км², объём 0.06 км³, глубина 0,5-18 м. Построена в 1956 году.
Водохранилище было построено в 1956 году, при строительстве Варваринской ГЭС, находится в собственности государства, помимо использования в электроэнергетике, также используется для ирригации и рыболовства. В водохранилище разводятся и обитают 34 вида рыб, 16 из которых имеют промысловое значение.